# Zamieszki krakowskie 1923 roku

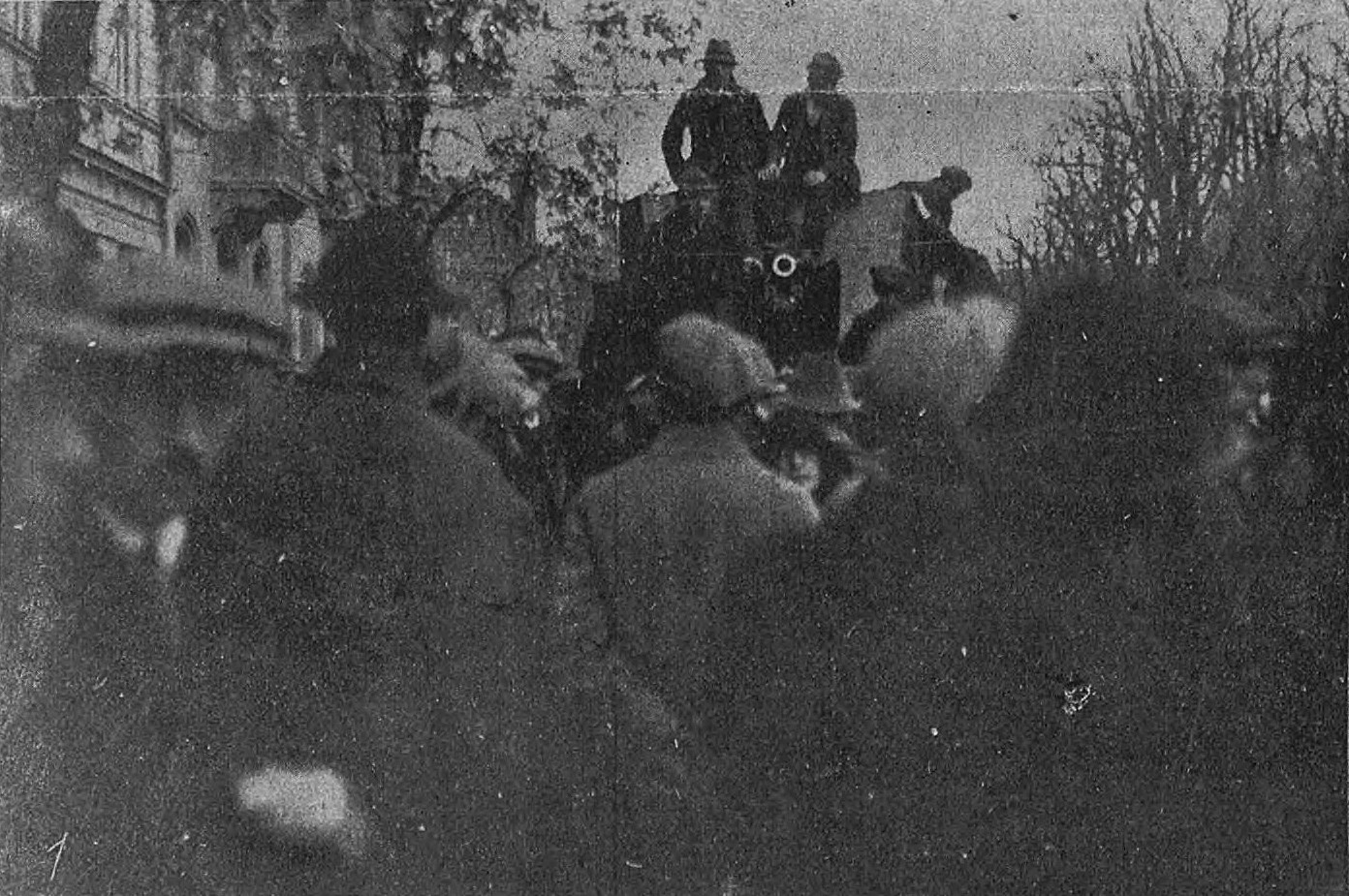
Pancernik „Dziadek”

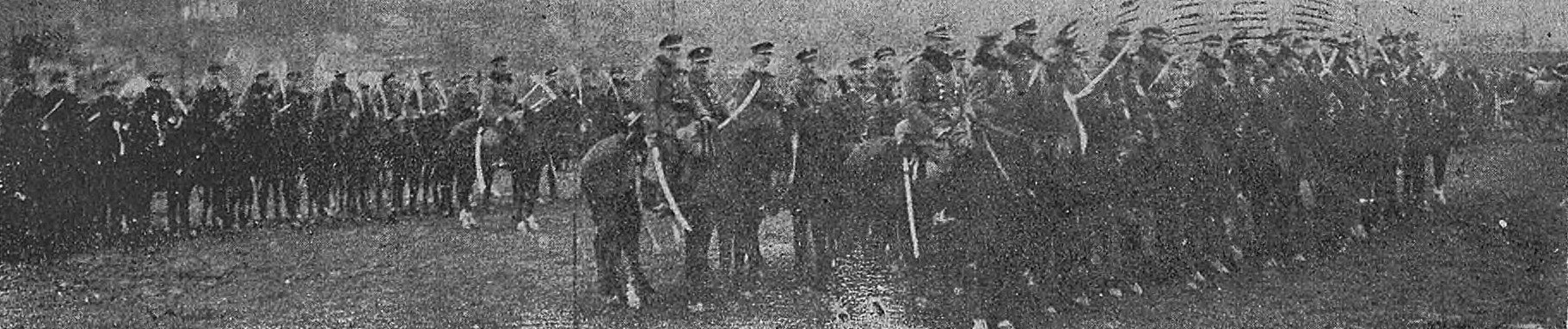
8 pułk ułanów przed szarżą

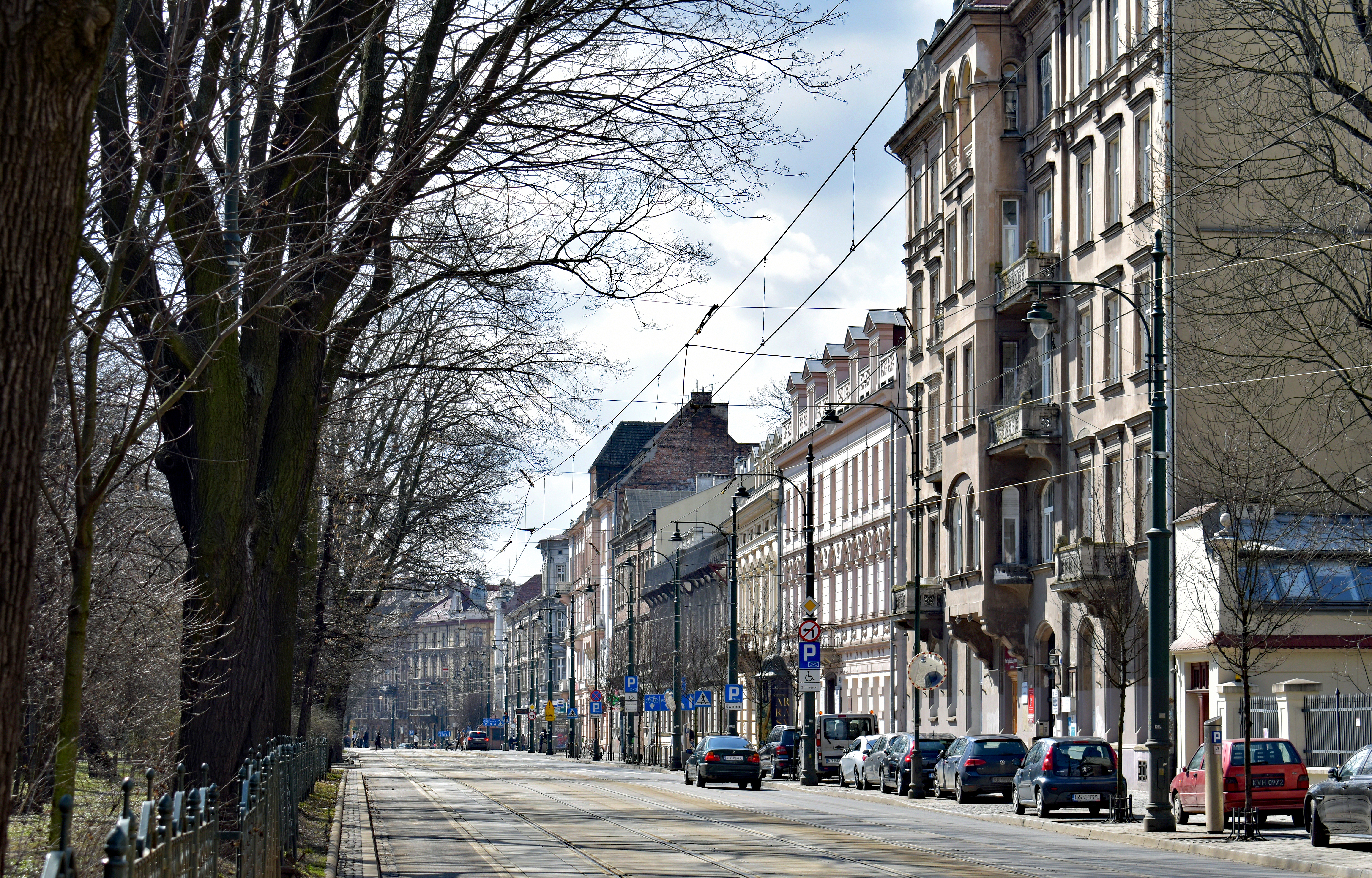
Ulica Dunajewskiego – miejsce starć

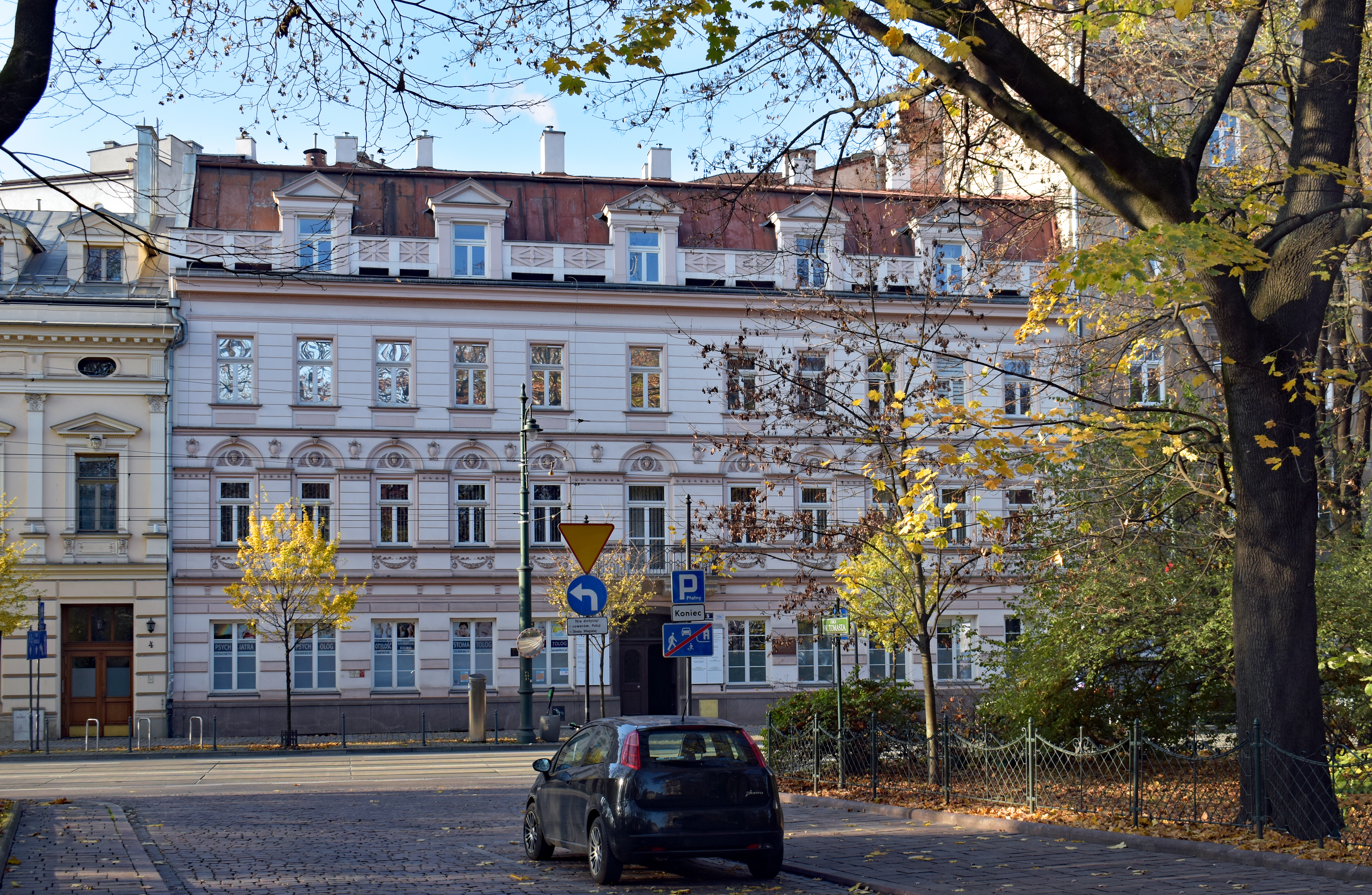
Dom Robotniczy, ul. Dunajewskiego 5. W nim przetrzymywano rozbrojonych żołnierzy

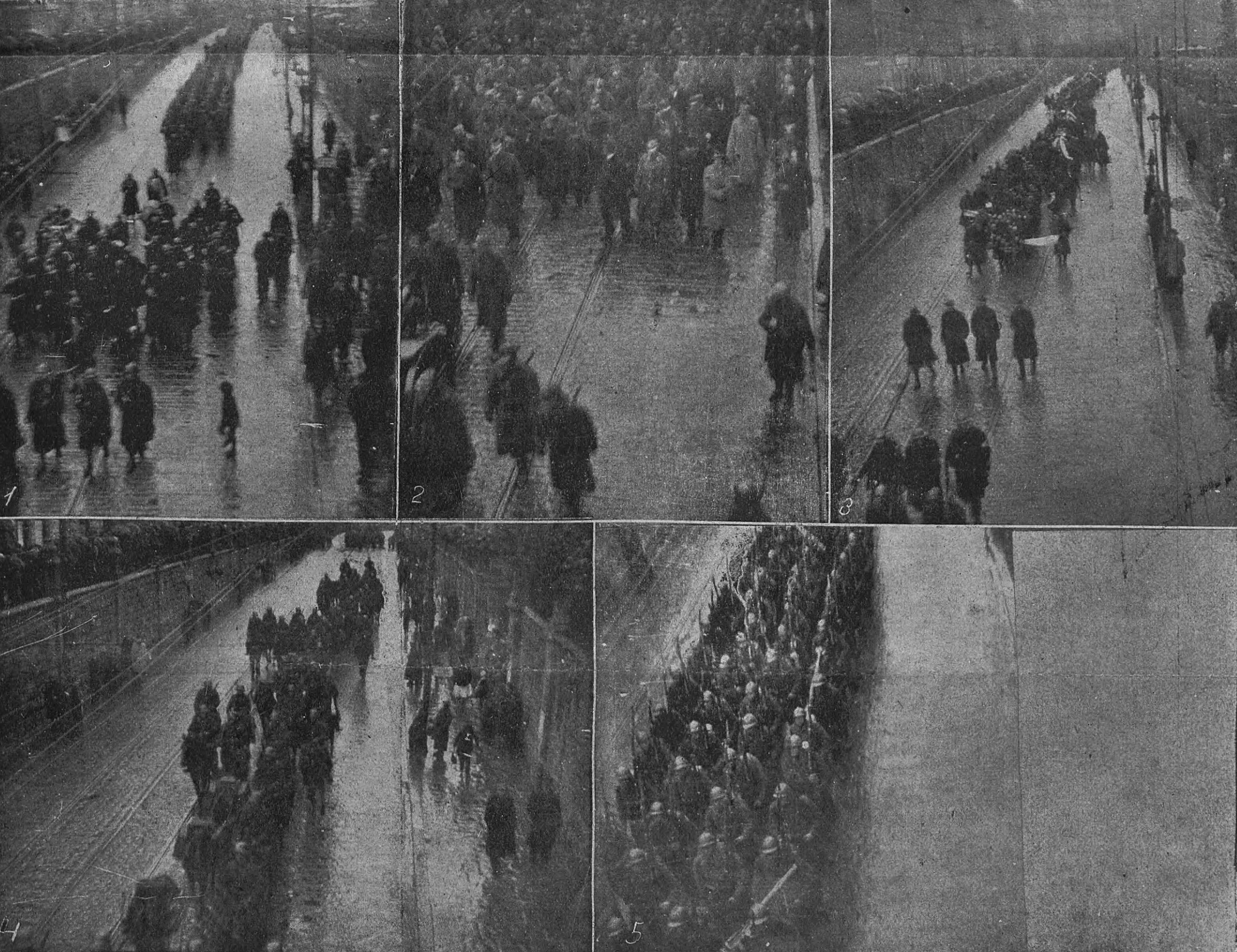
Zdjęcia z pogrzebu żołnierzy

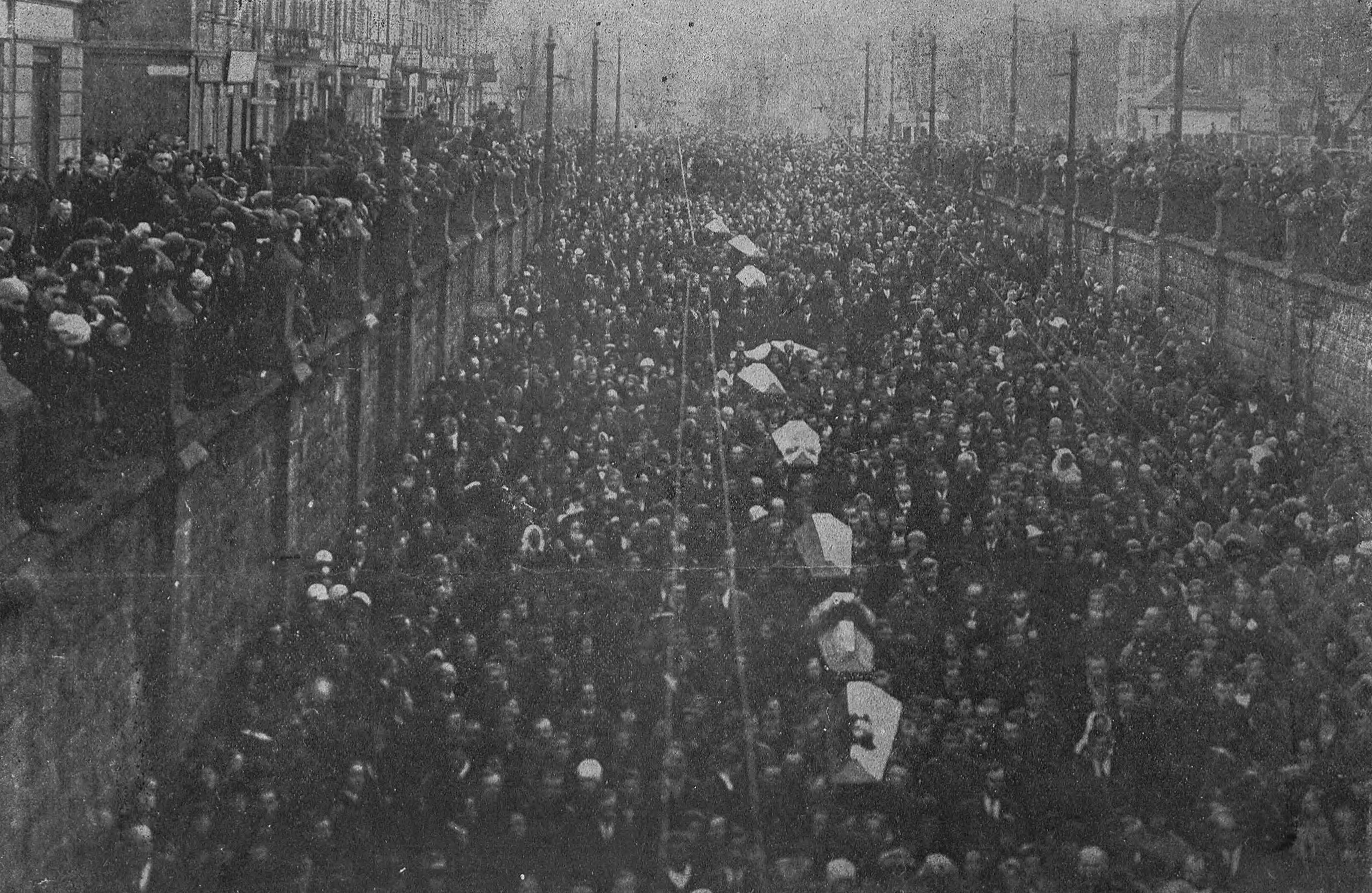
Pogrzeb robotników ulicą Lubicz

Zamieszki krakowskie 1923 roku (krwawy wtorek w Krakowie, krwawe zajścia krakowskie, wypadki krakowskie, powstanie krakowskie) – protesty robotnicze w międzywojennym Krakowie zakończone ich stłumieniem przez policję i wojsko 6 listopada 1923.

## Geneza

### Sytuacja w Polsce
Pierwsze lata po odzyskaniu niepodległości były dla Polski trudne. Władze odrodzonego państwa polskiego musiały nie tylko zjednoczyć ziemie trzech dawnych zaborów w jednolity organizm państwowy, ale też walczyć o jego granice. Gdy zażegnano groźbę ponownej utraty niepodległości, zaczął nasilać się kryzys gospodarczy. Sytuację dodatkowo komplikowały częste, poważne kryzysy polityczne, których ofiarą padł m.in. pierwszy Prezydent RP Gabriel Narutowicz. Z drugiej strony obowiązywała demokratyczna konstytucja marcowa, przeprowadzono wolne wybory parlamentarne, a gospodarka powoli odzyskiwała siły.
W piątym roku niepodległości głównym problemem stała się jednak hiperinflacja. W maju 1923 po przedłużających się negocjacjach prowadzonych w posiadłości bogatego działacza PSL Ludwika Hammerlinga zawiązano tzw. „pakt lanckoroński”. Był on polityczną umową pomiędzy ludowcami z Piasta i „Narodową Prawicą”, dzięki której udało się powołać stabilny, lecz niepopularny w społeczeństwie rząd centroprawicowy. Z połączenia PSL i Chrześcijańskiego Związku Jedności Narodowej (tzw. „chjen”) powstała koalicja nazywana popularnie „Chjeno-Piastem”.
W czerwcu 1923 kryzys gospodarczy wszedł w najostrzejszą fazę. Tekę premiera dzierżył wówczas po raz drugi chłopski przywódca Wincenty Witos. Władze próbowały ratować gospodarkę, ograniczając wydatki publiczne i zwiększając podatki. Starania o zrównoważenie budżetu państwa trwały przez całe lato i jesień 1923.

### Sytuacja w Krakowie
Gdy zbliżała się zima, w Krakowie rozpoczęli działalność liczni spekulanci – w sklepach brakowało zarówno podstawowych produktów spożywczych, jak mięso czy mąka, jak też materiałów na opał, zwłaszcza węgla. Władze miasta nie dawały sobie rady z brakami w aprowizacji. Na skutek nieudolnego działania władz w kierunku ukrócenia spekulacji ceny żywności w Krakowie były jednymi z najwyższych w kraju. Mieszkańcy zaczęli coraz głośniej manifestować swoje niezadowolenie. W przeciągu kilku jesiennych tygodni przez miasto przetoczyła się fala strajków.
Wciąż pogarszająca się sytuacja gospodarcza spowodowała, że 29 października 1923 roku w Krakowie rozpoczął się strajk powszechny. Pomimo kilku incydentów, akcja protestacyjna zakończyła się spokojnie już o godzinie 13:00.
3 listopada sytuacja znowu się pogorszyła. Na wspólnym wiecu Centralny Komitet Wykonawczy Polskiej Partii Socjalistycznej oraz Komisja Centralna Związków Zawodowych zgodnie proklamowały strajk powszechny, planując jego rozpoczęcie na 5 listopada.

## Zamieszki 6 listopada
Jeszcze w nocy z 5 na 6 listopada 1923 do Krakowa dotarła decyzja władz centralnych w Warszawie o kategorycznym zakazie dużych zgromadzeń w lokalach zamkniętych. Właśnie tego dnia w Domu Robotniczym miał odbyć się kolejny wiec. O świcie budynek został otoczony zwartym kordonem wojska i policji. Z jednej strony stali ściągnięci z okolic Krakowa żołnierze, a z drugiej robotnicy śpiewający socjalistyczne pieśni. Nie wiadomo, kto pierwszy zaczął strzelać. W pierwszych starciach zginęło kilka osób. Wincenty Pietrzak staranował policjantów wozem wyładowanym kapustą. Kordon został obrzucony rozmaitymi przedmiotami. Większość żołnierzy została bardzo szybko rozbrojona; nie mieli oni doświadczenia bojowego i nie stawili oporu. W ten sposób robotnicy zdobyli duże zapasy broni. Część żołnierzy zaczęła się wycofywać, a część otworzyła do robotników ogień. W tej chwili rozpoczęła się już regularna walka. Po obu stronach ponownie padli zabici i ranni. Od strony Plant nadjechała kawaleria. Jej atak załamał się na ulicy Dunajewskiego, ponieważ konie ślizgały się i łamały nogi na mokrym bruku. Ułani również zostali rozbrojeni. Na ulicy Basztowej wpadł w pułapkę nieprzystosowany do walk ulicznych i pozbawiony wsparcia piechoty samochód pancerny „Dziadek” typu Garford-Putiłow. Władze wprowadziły do akcji pozostałe dwa wozy pancerne stacjonujące w mieście.
W opanowaniu sytuacji bardzo pomogły władze PPS. Od pierwszych starć kierownictwo partii podjęło próby rozmów z władzami. Równolegle zaczęto uspokajać robotników i popierających ich mieszkańców Krakowa. Około godziny 13:00 posłowi PPS Zygmuntowi Markowi udało się nawiązać kontakt telefoniczny z ministrem spraw wewnętrznych Władysławem Kiernikiem. Podczas gwałtownej wymiany zdań zażądał on między innymi wycofania wojsk z Krakowa. Wobec groźby ogarnięcia rozruchami całego miasta, władze przystały na ten warunek i zawarto tymczasowy rozejm.
Chociaż przetrzymywanych przez robotników było wówczas 200 żołnierzy i 180 policjantów, a dotychczasowy rozwój wydarzeń wskazywał na osiągnięcie pewnych sukcesów przez strajkujących, kierownictwo PPS uważało kontynuację walki za niecelową z uwagi na miażdżącą przewagę militarną polskich władz. Dlatego też rozpoczęto proces rozbrajania robotników, co udało się szybko przeprowadzić. Około godziny 16:00 Tadeusz Ćwik próbował jednak kontynuować walkę i szturmować silnie chroniony urząd wojewódzki. Później już nie doszło do eskalacji walk.

## Zakończenie zamieszek
Ostateczne zakończenie walk miało miejsce 7 listopada. Wtedy to rozbrojono ostatnich bojowników i przekazano zdobyty wcześniej wóz bojowy. Łącznie w walkach zginęło 15 robotników, 3 cywilów niebiorących udziału w protestach oraz 14 żołnierzy. Zabitych zostało też 37 koni. Straty finansowe oszacowane zostały na 9 514 140 358 marek polskich.

## Polegli i zmarli z ran odniesionych w zamieszkach
Cywile
1. Tadeusz Badko – urzędnik pocztowy

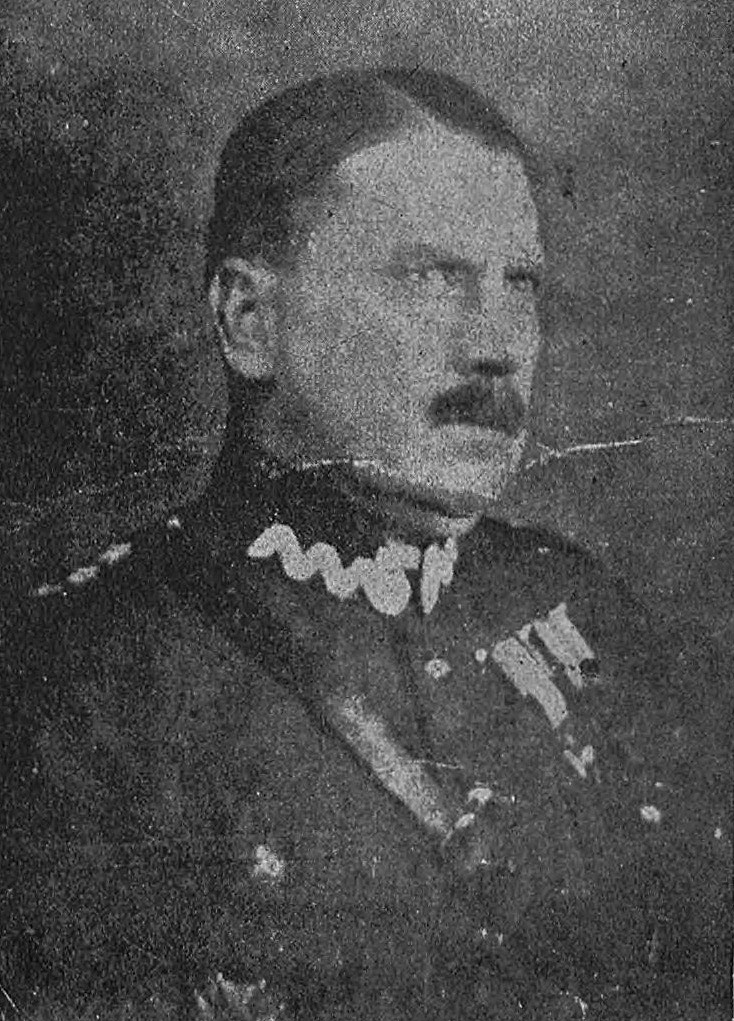
Rtm. Lucjan Bochenek

2. inż. Ignacy Lachowicz – asystent na Wydziale Rolnictwa Uniwersytetu Jagiellońskiego
3. Aleksander Malinowski – słuchacz IV roku Akademii Górniczej
4. Edmund Bombal
5. Antoni Bigosiński – kolejarz
6. Józef Furmanek
7. Wojciech Gondur
8. Łukasz Książek – pracownik tramwajów miejskich
9. Pesach Lejman
10. Józef Nowak
11. Mateusz Ochojna
12. Ignacy Orzechowski
13. Franciszek Sajak
14. Wojciech Sikora
15. Andrzej Sikorski
16. Stanisław Skoczeń
17. Roman Skorupka
18. Józef Stanclik

Oficerowie i szeregowi 8 pułku ułanów

1. rtm. Lucjan Bochenek[3] ZKZ
2. rtm. Franciszek Łukasiewicz (zmarł z ran 27 XI[3]) SKZ
3. por. Mieczysław Zagórowski[3] SKZ
4. kpr. Józef Domoń BKZ
5. st. ułan Mikołaj Chodaczek BKZ
6. ułan Teodor Antończyk BKZ
7. ułan Stefan Dubanowski BKZ
8. ułan Michał Korzeniowski BKZ
9. ułan Aleksy Kuźnicz BKZ
10. ułan Teodor Łazowski BKZ
11. ułan Siergiej Piroch BKZ
12. ułan Jan Senedjak BKZ
13. ułan Józef Wierciński BKZ
14. szofer Teodor Łaptucha BKZ

Osobno odbyły się w Krakowie pogrzeby zabitych żołnierzy i robotników (10 listopada 1923). Pomnik ułanów na Cmentarzu Rakowickim wykonywał w 1924 Feliks Franczak. Pomnik odsłonięto w pierwszej połowie listopada 1924.
W 1924 Prezydent RP Stanisław Wojciechowski nadał Złoty Krzyż Zasługi dowódcy 8 pułku ułanów ppłk. Władysławowi Bzowskiemu i pośmiertnie rtm. Lucjanowi Bochenkowi, natomiast Prezes Rady Ministrów nadał oficerom i szeregowym 8 pułku ułanów: 20 Srebrnych i 67 Brązowych Krzyży Zasługi, w tym pośmiertnie wszystkim poległym i zmarłym z ran.

## Następstwa

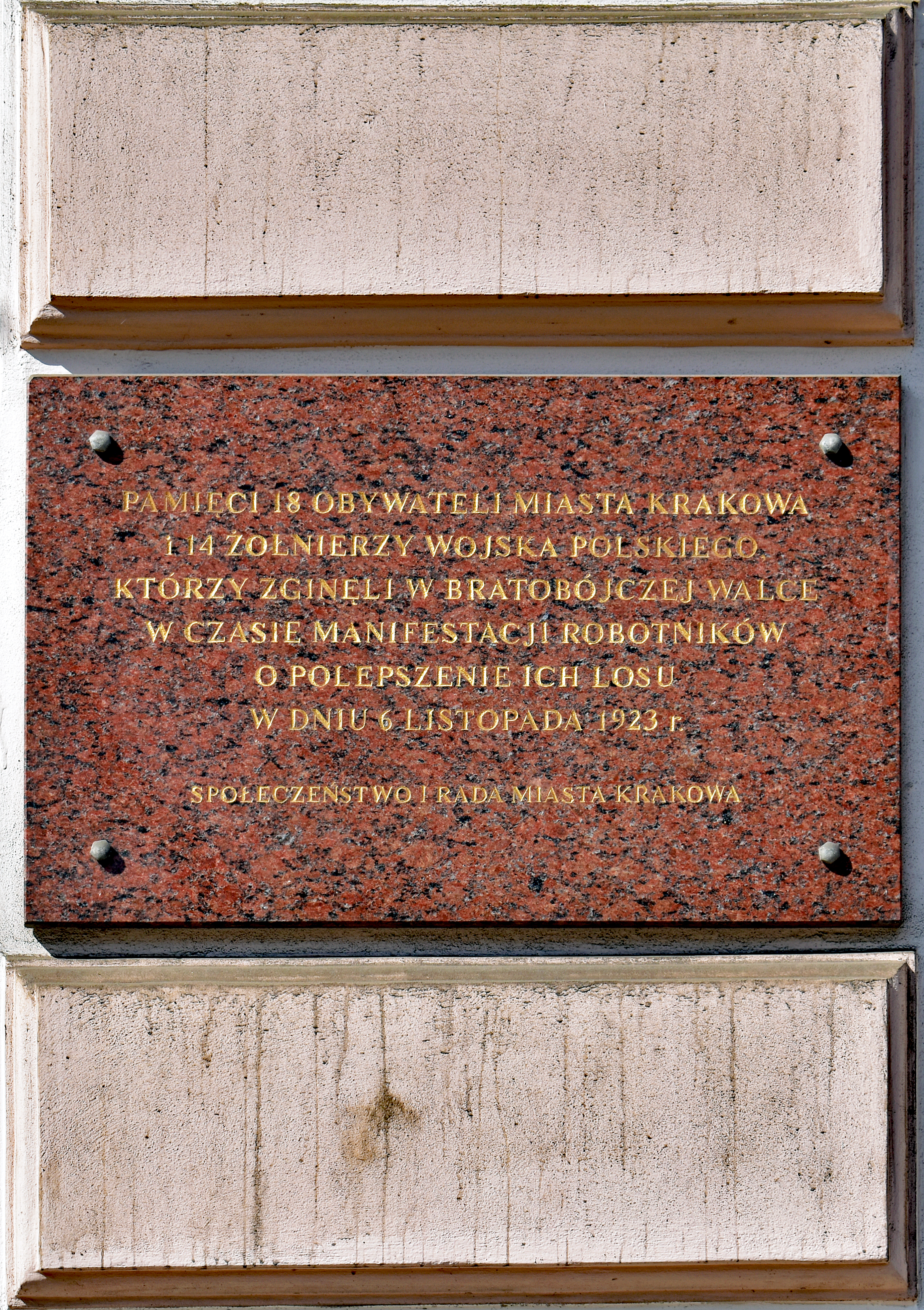
Tablica upamiętniająca wydarzenia

Chociaż walki trwały tylko jeden dzień, pociągnęły za sobą daleko idące konsekwencje polityczne. W pierwszej kolejności usunięto wojewodę krakowskiego Kazimierza Gałeckiego i dowódcę Okręgu Korpusu Nr V gen. dyw. Józefa Czikla, który wykazał się w czasie wydarzeń krakowskich skrajną niekompetencją. Zastąpili ich odpowiednio: Karol Olpiński i gen. dyw. Mieczysław Kuliński.
Wydarzenia krakowskie poważnie osłabiły pozycję drugiego rządu Wincentego Witosa. Z wielkimi problemami przetrwał on jeszcze do grudnia 1923. opozycja jednoznacznie wskazywała, że ponosi on odpowiedzialność za rozlew krwi, ponieważ jego przedstawiciele nie byli skorzy do pokojowego rozwiązania sporu i dążyli do brutalnego stłumienia robotniczych protestów.
Nie jest znany stopień zaangażowania w wydarzenia krakowskie zwolenników Józefa Piłsudskiego. Niektórzy działacze PPS stwierdzali nawet post factum, że w Krakowie mogło dojść do próby generalnej przed zamachem majowym. Taką sugestię wysuwał między innymi Mieczysław Mastek.
6 listopada wysłano do Krakowa (bez wiedzy i woli PPS) bardzo wielu ludzi zupełnie nieznanych, uzbrojonych i poinstruowanych. Pomiędzy nimi znajdował się także znany późniejszy komendant twierdzy brzeskiej mjr Wacław Kostek-Biernacki. Po zakończeniu protestów wyraził on przywódcom socjalistów swoje ubolewanie i niezadowolenie z powodu tragedii.
Teza Mieczysława Mastka nie jest zatem prawdopodobna. Pomijając fakt, że relacje świadków wskazują, iż Kostek-Biernacki starał się raczej załagodzić napiętą sytuację, to bardzo mało prawdopodobne jest, że Piłsudski próbowałby oprzeć swój zamach na robotnikach. Ludzie z dawnej Polskiej Organizacji Wojskowej dołączyli do robotników raczej spontanicznie, z osobistej niechęci do Chjeno-Piasta.